# Augusto Neuparth
Augusto Neuparth CvC • CvSE (Lisboa, Mártires, 3 de Maio de 1830 — Lisboa, 20 de Junho de 1887) foi um insigne instrumentista e um dos mais extraordinários tocadores de fagote do seu tempo em Portugal.

## Biografia
Filho do também músico Eduardo Neuparth e de sua segunda mulher Margarida Boehmler, Judeus Asquenazes Alemães.
Discípulo de seu pai e de Filipe Titel, estreou-se como Concertista, aos dezassete anos, na Academia Melpomenense, sendo logo admitido na Associação Musical 24 de Junho. Em 1848, entrou para a Orquestra do Real Teatro de São Carlos como Primeiro Fagote, sendo, pelo mesmo tempo, nomeado Músico da Real Câmara.
Depois de receber lições de Harmonia com o insigne Mestre e Compositor Santos Pinto, empreendeu, em 1852, uma viagem pelo estrangeiro, com o intuito de se aperfeiçoar na sua Arte. Esteve em Londres, na Grã-Bretanha e Irlanda, Hamburgo, Poelwitz, vila natal de seu pai, e Leipzig, na Saxónia, mas em nenhuma parte encontrou mestre capaz de o exceder em conhecimentos e perfeição na execução do fagote. Só em Leipzig estudou Contraponto com Moritz Hauptmann, Professor no Conservatório daquela cidade e um dos mais conceituados compositores que se dedicavam ao ensino. Desse estudo deixou memória nos exercícios que escreveu e reuniu num livro, que deixou inédito, assim intitulado: Lições de Harmonia, Contraponto e Fuga de Augusto Neuparth, dirigidas pelo professor de contraponto dobrado e Fuga no Conservatório, o Il.mº Sr. M. Hauptmann, Leipzig - 1.ª Lição a 19 de Outubro de 1852 às 4 horas da tarde; 45.ª Lição e última em 26 de Abril de 1853.
Entretanto, algumas composições produziu, principalmente fantasias para os instrumentos que tocava. Uma delas foi publicada pelo Editor Brandus, de Paris, e tem este título: Fantaisie sur le Robert le Diable de G. Meyerbeer pour Basson avec acc.t de Piano par Augusto Neuparth Musicien de la Chambre de S. M. Tres-Fidéle et 1.r Basson au Théatre S.t Charles à Lisbonne.
Passando por Bruxelas, Bélgica, e Paris, França, onde aprendeu a tocar saxofone, de que foi óptimo executor, com Adolphe Sax, inventor deste instrumento musical, regressou a Lisboa. Foi o introdutor do saxofone em Portugal.
Em 1860, organizou, com Guilherme Cossoul, a Sociedade de Concertos Populares, e, a 29 de Dezembro de 1862, foi nomeado Professor da aula de Rudimentos no Conservatório Real de Lisboa, nomeação que se tornou efectiva em 1870, depois de realizado um concurso em que Augusto Neuparth mostrou, da maneira mais brilhante e completa, todo o seu imenso valor de executante.
Como oboé, ocupou, também, durante dois anos, o primeiro lugar na Orquestra do Real Teatro de São Carlos, e, como clarinete, tocou muitas vezes a solo em diversos concertos, muitos deles celebrados no primeiro Teatro de Música Português. Mas, sendo notável tocador destes instrumentos, na execução do fagote é que ele era, contudo, verdadeiramente extraordinário.
Depois de Professor Efectivo no Conservatório Real de Lisboa, recebeu a nomeação de Secretário, e, nesse lugar, prestou óptimos serviços na organização daquele estabelecimento de ensino. Foi, também, eleito Delegado ao Conselho Superior de Instrução Pública.
Foi Proprietário da casa Augusto Neuparth e Neuparth & C.ª de produção e comercialização de instrumentos e edições musicais, na qual sucedeu seu filho secundogénito varão Júlio Cândido Neuparth.
Escreveu 86 obras de cariz musical.
Era condecorado com o Hábito do grau de Cavaleiro da Ordem Militar de Sant'Iago da Espada, com o grau de Cavaleiro da Ordem Militar de Cristo e com o grau de Cavaleiro da Ordem de Carlos III de Espanha, etc.
Augusto Neuparth era, frequentemente, chamado ao Paço por D. Luís I de Portugal para tomar parte em concertos de carácter íntimo.
Era Sócio da Irmandade de Santa Cecília, Sócio Honorário dos Albergues Nocturnos e Sócio Honorário da Comissão de Beneficência dos Pobres da Caparica e Proprietário e Redactor da revista musical "Amphion".
Faleceu na sua casa da Rua das Salgadeiras, N.º 36. No ano de 1901, organizou-se uma Comissão, que tomou a iniciativa de colocar uma lápide comemorativa na casa da Rua das Salgadeiras, N.º 36, onde faleceu Augusto Neuparth. A cerimónia realizou-se a 3 de Maio, aniversário do nascimento de Neuparth, pelas 4 horas da tarde. A lápide estava coberta com a Bandeira Nacional, e foi o Vereador da Câmara Municipal de Lisboa, Martinho Guimarães, que a descerrou, depois do 3.º Marquês de Borba e 16.º Conde de Redondo, etc, D. Fernando Luís de Sousa Coutinho Castelo Branco e Meneses, ter lido o auto, que foi assinado por todos os presentes. A inscrição que se lê na lápide é a seguinte: Nesta casa faleceu em 20-VI-1887, Augusto Neuparth, músico distinto, professor do Conservatório Real de Lisboa.

## Casamento e descendência
Casou em Lisboa, Sacramento, a 30 de Setembro de 1858, com Virgínia Júlia de Oliveira Basto (Porto, Santo Ildefonso, 22 de Junho de 1830 - Lisboa, Benfica, 18 de Setembro de 1891), filha de António Joaquim de Oliveira Basto (c. 1800 - c. 1865) e de sua mulher Maria Guilhermina Moreira (c. 1805 - c. 1875), neta paterna de José Bernardo de Basto (Fafe, Fafe, c. 1770 - c. 1835) e de sua mulher Maria Josefa de Oliveira (Fafe, Fafe, c. 1775 - c. 1845), e neta materna de Manuel José Gonçalves Moreira (Porto, Sé, c. 1775 - c. 1840) e de sua mulher Teresa Miquelina Rosa (Porto, Sé, c. 1780 - c. 1850), e prima-irmã homónima de Virgínia de Oliveira Basto. Tiveram dois filhos e duas filhas: 
- Augusto Eduardo Neuparth (Lisboa, 11 de Outubro de 1859 - Lisboa, 24 de Agosto de 1925),[16] casado com Júlia Zeferina da Silva Heitor (c. 1865 - Porto, 27 de Novembro de 1935),[17] com geração
- Virgínia Neuparth (c. 1861 - 14 de Julho de 1889, sepultada em Lisboa, Cemitério dos Prazeres, Rua 21, Jazigo 318),[18] casada com Manuel Emygdio da Silva (Lisboa, Mártires, Rua Vítor Cordon, 18 de Outubro de 1858 - Lisboa, Rua da Imprensa Nacional, N.º 13, 15 de Julho de 1936),[19] Presidente da Administração do Jardim Zoológico de Lisboa, pais de Fernando Emygdio da Silva
- Júlio Cândido Neuparth (Lisboa, 29 de Março de 1863 - Lisboa, Encarnação, Rua do Loreto, N.º 13, 3.º, 16 de Março de 1919),[20] casado no Porto, Igreja de São Nicolau, a 7 de Setembro de 1891 com Herzília Laura de Sousa Melo (Porto, Miragaia, 8 de Maio de 1867 - 1943),[21] com geração
- Adelaide Guilhermina de Oliveira Basto Neuparth (Lisboa, Encarnação, 11 de Janeiro de 1866 - 4 de Janeiro de 1957),[22] casada em Lisboa, Encarnação, 28 de Janeiro de 1888 com José Augusto Vieira (7 de Maio de 1866 - Lisboa, 8 de Novembro de 1942),[23] com geração, dois filhos e uma filha, o mais velho dos quais Augusto Neuparth Vieira